# Leo Junggeburth
Leo Junggeburth (* 1923; † Anfang Dezember 1992) war ein deutscher Tischtennisspieler aus dem Raum Aachen mit seinem Leistungszenit in den 1950er Jahren. Bei der Deutschen Meisterschaft 1955 wurde er Zweiter im Doppel.

## Werdegang
Leo Junggeburth begann seine Karriere beim ESV Aachen (Eisenbahner Sportverein), spielte danach bis November 1951 beim ASV 06 Aachen (Aachener Schwimmverein) und schloss sich dann Alemannia Aachen an.
1950 wurde er im Team mit Hanns Welter und Hermann Heukemes westdeutscher Pokalsieger, 1951 wurde er westdeutscher Meister im Doppel mit Josef Mast. Mit der Mannschaft des Westdeutschen Tischtennisverbandes WTTV gewann er 1950 den Deutschlandpokal, 1955 kam das Team auf Platz zwei. Mehrmals nahm Leo Junggeburth an deutschen Meisterschaften teil. 1955 wurde er dabei Zweiter im Doppel mit Josef Wenninghoff; sie verloren das Endspiel gegen Leopold Holusek/Josef Seiz.